# Somosierra
Somosierra é um município da Espanha na província e comunidade autónoma de Madrid, de área 20,42 km² com população de 114 habitantes (2007) e densidade populacional de 6,00 hab/km².

## Demografia
| Variação demográfica do município entre 1991 e 2004 | Variação demográfica do município entre 1991 e 2004 | Variação demográfica do município entre 1991 e 2004 | Variação demográfica do município entre 1991 e 2004 |
| --------------------------------------------------- | --------------------------------------------------- | --------------------------------------------------- | --------------------------------------------------- |
| 1991                                                | 1996                                                | 2001                                                | 2004                                                |
| 108                                                 | 99                                                  | 105                                                 | 122                                                 |